# Lafayette Head
Lafayette Head (* 9. April 1825 im Howard County, Missouri; † 8. März 1897 in Denver, Colorado) war ein US-amerikanischer Politiker. Zwischen 1877 und 1879 war er Vizegouverneur des Bundesstaates Colorado.

## Werdegang
Über Lafayette Heads Jugend und Schulausbildung ist nichts überliefert. Während des Mexikanisch-Amerikanischen Krieges war er Soldat in einer Freiwilligeneinheit aus Missouri. Dabei nahm er an mehreren Schlachten teil. Nach dem Krieg ließ er sich in Abiquiú im New-Mexico-Territorium nieder, wo er im Handel arbeitete. Dort war er auch drei Jahre lang US Marshal für den nördlichen Teil des Territoriums. Außerdem fungierte er als Sheriff im Rio Arriba County.
Im Jahr 1854 zog er mit 50 mexikanischen Familien nach Guadalupe im späteren Colorado-Territorium, wo er als Schafzüchter arbeitete. Er wurde ein Experte für Bewässerungsfragen und gründete eine der ersten Getreidemühlen im Bereich des heutigen Staates Colorado. Seine Schafsranch in Guadalupe war fast wie eine Festung ausgebaut. Im Jahr 1855 nahm er als Oberstleutnant der Miliz an einigen Indianerfeldzügen teil. Ein Jahr später wurde er Mitglied der territorialen Legislative. Ab 1859 war Lafayette auch Indianerbeauftragter der Bundesregierung. Dieses Amt bekleidete er von seiner Ranch aus. In dieser Eigenschaft reiste er in den Jahren 1863 und 1868 nach Washington, D.C., wo er Verträge zwischen der Regierung und den Ute-Indianern aushandelte. 1861 fiel seine Heimat an das damals gegründete Colorado-Territorium. In der Folge wurde er auch in die neue territoriale Staatslegislative gewählt. Im Jahr 1875 war er Delegierter auf der verfassungsgebenden Versammlung des zukünftigen Staates Colorado. Dort nahm er großen Einfluss auf landwirtschaftliche Themen. Politisch war er Mitglied der Republikanischen Partei.
Im Jahr 1876 wurde Head an der Seite von John Long Routt zum ersten Vizegouverneur von Colorado gewählt. Dieses Amt bekleidete er zwischen 1877 und 1879. Dabei war er nicht nur Stellvertreter des Gouverneurs, sondern auch Vorsitzender des Staatssenats. Im Juni 1880 nahm er als Delegierter an der Republican National Convention in Chicago teil, auf der James A. Garfield als Präsidentschaftskandidat nominiert wurde. Lafayette Head starb am 8. März 1897 in Denver.